# 哈维尔·阿雷亚加
哈维尔·阿雷亚加（西班牙語：Xavier Arreaga，1994年9月28日—），厄瓜多尔男子足球运动员，司职后卫。他曾代表厄瓜多尔国家队参加2022年国际足联世界杯，结果队伍止步小组赛阶段。

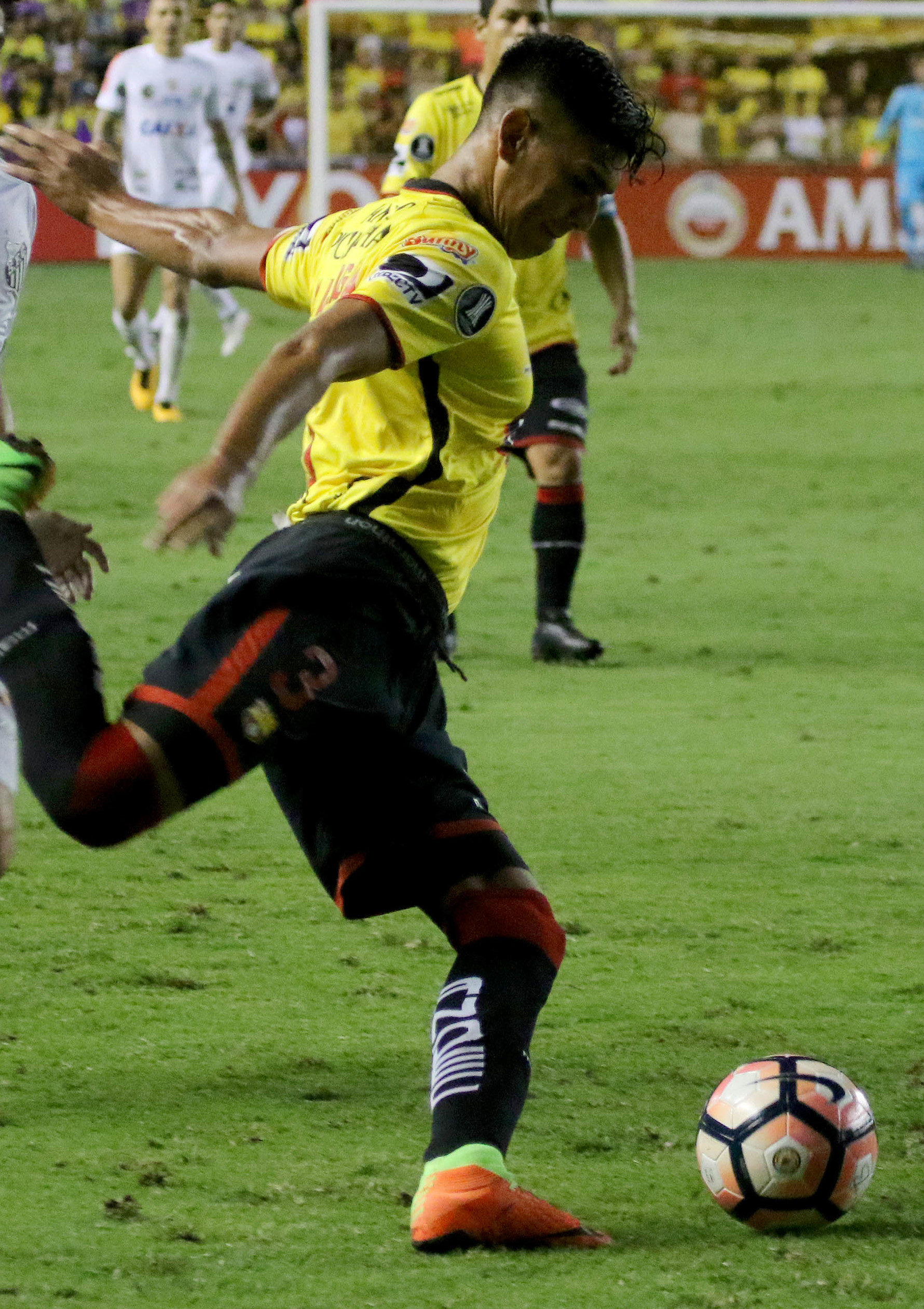
2017年